# Masona
Masona – rodzaj błonkówek z rodziny męczelkowatych.

## Systematyka
Do rodzaju zaliczane są 4 żyjące gatunki:
- Masona bulbofemoralis
- Masona infuscata
- Masona prognatha
- Masona similis

Oraz wymarły: 
- Masona pyriceps†